# Fußball-Weltmeisterschaft der Frauen 1995/Qualifikation
Die Qualifikationsspiele für die Fußball-Weltmeisterschaft der Frauen im Jahre 1995 fanden von 1993 bis 1995 statt.
Es wurden insgesamt 12 Startplätze vergeben. Nur Schweden als Gastgeber der Weltmeisterschaft war automatisch für das Turnier qualifiziert. Alle Qualifikationsmöglichkeiten beinhalten entweder das Meisterschafts- beziehungsweise das Cupsystem. Mannschaften mit einem roten Stern haben sich für das Endturnier der jeweiligen Kontinentalmeisterschaft qualifiziert. Mannschaften mit zwei roten Sternen haben sich für die Weltmeisterschaft qualifiziert.
Für das Weltmeisterschaftsturnier in Schweden im Jahre 1995 hatten insgesamt 55 Mannschaften gemeldet, darunter
- 30 Teams aus Europa
- 5 Teams aus Südamerika
- 5 Teams aus Nord- und Mittelamerika
- 8 Teams aus Afrika
- 4 Teams aus Asien
- 3 Teams aus Ozeanien

Qualifizierte Mannschaften
| 4 (+ 1 GG) aus Europa         | Dänemark            | Deutschland | England | Norwegen | Schweden |
| 1 aus Südamerika              | Brasilien           |             |         |          |          |
| 2 aus Nord- und Mittelamerika | Kanada              | USA         |         |          |          |
| 1 aus Afrika                  | Nigeria             |             |         |          |          |
| 2 aus Asien                   | Volksrepublik China | Japan       |         |          |          |
| 1 aus Ozeanien                | Australien          |             |         |          |          |

Für Australien, England und Kanada war es die erste WM-Teilnahme. Die anderen neun Nationen waren bereits 1991 in China dabei.

## Europäische Zone /UEFA
Aus Europa meldeten 30 Mannschaften die in drei Dreier-Gruppen und in fünf Vierer-Gruppen eingeteilt wurden. Jugoslawien wurde auf Grund des Krieges für die Qualifikation nicht zugelassen. Die Gruppenersten qualifizierten sich fürs Viertelfinale. Die Sieger des Viertelfinales sowie der beste Verlierer qualifizierten sich für die WM 1995. Zudem wurde bei diesem Turnier der Europameister 1995 ausgespielt.
 Gruppe 1
| Pl. | Land       | Sp. | S | U | N | Tore    | Diff. | Punkte |
| --- | ---------- | --- | - | - | - | ------- | ----- | ------ |
| 1.  | Norwegen   | 6   | 5 | 1 | 0 | 033:300 | +30   | 11:10  |
| 2.  | Finnland   | 6   | 2 | 3 | 1 | 008:700 | +1    | 07:50  |
| 3.  | Ungarn     | 6   | 0 | 3 | 3 | 005:180 | −13   | 03:90  |
| 4.  | Tschechien | 6   | 0 | 3 | 3 | 005:230 | −18   | 03:90  |

| 04.09.93 | Norwegen   | – | Tschechien | 6:1 |
| 26.09.93 | Finnland   | – | Ungarn     | 1:1 |
| 16.10.93 | Norwegen   | – | Ungarn     | 8:0 |
| 23.04.94 | Tschechien | – | Finnland   | 0:0 |
| 14.05.94 | Tschechien | – | Ungarn     | 0:0 |
| 21.05.94 | Finnland   | – | Norwegen   | 2:2 |

 Gruppe 2
| Pl. | Land     | Sp. | S | U | N | Tore    | Diff. | Punkte |
| --- | -------- | --- | - | - | - | ------- | ----- | ------ |
| 1.  | Russland | 6   | 4 | 2 | 0 | 009:400 | +5    | 10:20  |
| 2.  | Rumänien | 6   | 3 | 2 | 1 | 016:500 | +11   | 08:40  |
| 3.  | Ukraine  | 6   | 2 | 1 | 3 | 009:120 | −3    | 05:70  |
| 4.  | Polen    | 6   | 0 | 1 | 5 | 002:150 | −13   | 01:11  |

| 29.08.93 | Ukraine  | – | Russland | 0:2 |
| 18.09.93 | Ukraine  | – | Rumänien | 2:2 |
| 10.10.93 | Polen    | – | Ukraine  | 1:3 |
| 16.10.93 | Rumänien | – | Russland | 2:2 |
| 07.11.93 | Polen    | – | Rumänien | 0:4 |
| 15.05.94 | Russland | – | Polen    | 0:0 |

 Gruppe 3
| Pl. | Land      | Sp. | S | U | N | Tore    | Diff. | Punkte |
| --- | --------- | --- | - | - | - | ------- | ----- | ------ |
| 1.  | Dänemark  | 4   | 4 | 0 | 0 | 032:100 | +31   | 08:0   |
| 2.  | Bulgarien | 4   | 1 | 1 | 2 | 003:110 | −8    | 03:50  |
| 3.  | Litauen   | 4   | 0 | 1 | 3 | 001:240 | −23   | 01:70  |

| 15.08.93 | Litauen  | – | Dänemark  | 0:11 |
| 10.09.93 | Litauen  | – | Bulgarien | 0:1  |
| 29.09.93 | Dänemark | – | Bulgarien | 6:1  |

 Gruppe 4
| Pl. | Land     | Sp. | S | U | N | Tore    | Diff. | Punkte |
| --- | -------- | --- | - | - | - | ------- | ----- | ------ |
| 1.  | Schweden | 4   | 4 | 0 | 0 | 022:000 | +22   | 08:0   |
| 2.  | Slowakei | 4   | 2 | 0 | 2 | 004:900 | −5    | 04:40  |
| 3.  | Lettland | 4   | 0 | 0 | 4 | 001:180 | −17   | 0:80   |

| 18.08.93 | Schweden | – | Lettland | 9:0 |
| 22.09.93 | Lettland | – | Slowakei | 0:1 |
| 13.10.93 | Slowakei | – | Schweden | 0:2 |

 Gruppe 5
| Pl. | Land        | Sp. | S | U | N | Tore    | Diff. | Punkte |
| --- | ----------- | --- | - | - | - | ------- | ----- | ------ |
| 1.  | Deutschland | 6   | 6 | 0 | 0 | 055:000 | +55   | 12:0   |
| 2.  | Kroatien    | 6   | 3 | 1 | 2 | 008:180 | −10   | 07:50  |
| 3.  | Schweiz     | 6   | 2 | 1 | 3 | 009:230 | −14   | 05:70  |
| 4.  | Wales       | 6   | 0 | 0 | 6 | 005:360 | −31   | 0:12   |

| 19.09.93 | Wales       | – | Schweiz     | 2:3  |
| 24.10.93 | Schweiz     | – | Deutschland | 0:5  |
| 10.11.93 | Schweiz     | – | Kroatien    | 1:2  |
| 31.03.94 | Deutschland | – | Wales       | 12:0 |
| 02.04.94 | Schweiz     | – | Wales       | 4:2  |
| 05.04.94 | Kroatien    | – | Wales       | 3:0  |

 Gruppe 6
| Pl. | Land       | Sp. | S | U | N | Tore    | Diff. | Punkte |
| --- | ---------- | --- | - | - | - | ------- | ----- | ------ |
| 1.  | Italien    | 6   | 4 | 1 | 1 | 015:400 | +11   | 09:30  |
| 2.  | Frankreich | 6   | 4 | 1 | 1 | 009:300 | +6    | 09:30  |
| 3.  | Portugal   | 6   | 3 | 0 | 3 | 013:110 | +2    | 06:60  |
| 4.  | Schottland | 6   | 0 | 0 | 6 | 003:220 | −19   | 0:12   |

| 16.10.93 | Italien    | – | Schottland | 4:0 |
| 20.11.93 | Italien    | – | Frankreich | 2:0 |
| 11.12.93 | Portugal   | – | Frankreich | 0:1 |
| 20.02.94 | Frankreich | – | Schottland | 1:0 |
| 05.03.94 | Portugal   | – | Italien    | 1:3 |
| 26.03.94 | Frankreich | – | Portugal   | 3:0 |

 Gruppe 7
| Pl. | Land      | Sp. | S | U | N | Tore    | Diff. | Punkte |
| --- | --------- | --- | - | - | - | ------- | ----- | ------ |
| 1.  | England   | 6   | 4 | 2 | 0 | 029:000 | +29   | 10:20  |
| 2.  | Spanien   | 6   | 0 | 3 | 3 | 029:000 | +29   | 03:90  |
| 3.  | Belgien   | 6   | 2 | 1 | 3 | 015:130 | +2    | 05:70  |
| 4.  | Slowenien | 6   | 0 | 0 | 6 | 000:600 | −60   | 0:12   |

| 25.09.93 | Slowenien | – | England   | 0:10 |
| 06.10.93 | Belgien   | – | Slowenien | 7:0  |
| 30.10.93 | Belgien   | – | Spanien   | 0:0  |
| 06.11.93 | Belgien   | – | England   | 0:3  |
| 19.12.93 | Spanien   | – | England   | 0:0  |
| 20.02.94 | England   | – | Spanien   | 0:0  |

 Gruppe 8
| Pl. | Land         | Sp. | S | U | N | Tore    | Diff. | Punkte |
| --- | ------------ | --- | - | - | - | ------- | ----- | ------ |
| 1.  | Island       | 4   | 4 | 0 | 0 | 012:200 | +10   | 08:0   |
| 2.  | Niederlande  | 4   | 2 | 0 | 2 | 007:300 | +4    | 04:40  |
| 3.  | Griechenland | 4   | 0 | 0 | 4 | 001:150 | −14   | 0:80   |

| 26.09.93 | Island       | – | Niederlande  | 2:1 |
| 19.03.94 | Niederlande  | – | Griechenland | 2:0 |
| 16.04.94 | Griechenland | – | Niederlande  | 0:4 |

Viertelfinale
| Datum      |         | Ergebnis |         |
| ---------- | ------- | -------- | ------- |
| 09.10.1994 | Island  | 1:2      | England |
| 30.10.1994 | England | 2:1      | Island  |
| Gesamt:    | Island  | 2:4      | England |

| Datum      |             | Ergebnis |             |
| ---------- | ----------- | -------- | ----------- |
| 09.10.1994 | Russland    | 0:1      | Deutschland |
| 27.10.1994 | Deutschland | 4:0      | Russland    |
| Gesamt:    | Russland    | 0:5      | Deutschland |

| Datum      |          | Ergebnis |          |
| ---------- | -------- | -------- | -------- |
| 15.10.1994 | Dänemark | 2:0      | Schweden |
| 29.10.1994 | Schweden | 3:0      | Dänemark |
| Gesamt:    | Dänemark | 2:3      | Schweden |

| Datum      |          | Ergebnis |          |
| ---------- | -------- | -------- | -------- |
| 15.10.1994 | Italien  | 1:3      | Norwegen |
| 29.10.1994 | Norwegen | 4:2      | Italien  |
| Gesamt:    | Italien  | 3:7      | Norwegen |

beste Viertelfinalverlierer
| Pl. | Land     | Sp. | S | U | N | Tore    | Diff. | Punkte |
| --- | -------- | --- | - | - | - | ------- | ----- | ------ |
| 1.  | Dänemark | 1   | 0 | 0 | 1 | 002:300 | −1    | 0:20   |
| 2.  | Island   | 1   | 0 | 0 | 1 | 002:400 | −2    | 0:20   |
| 3.  | Italien  | 1   | 0 | 0 | 1 | 003:700 | −4    | 0:20   |
| 4.  | Russland | 1   | 0 | 0 | 1 | 000:500 | −5    | 0:20   |

## Südamerika /CONMEBOL
Die fünf gemeldeten Mannschaften spielten eine einfache Turnierrunde ohne Rückspiel um die Qualifikation zur WM 1995 in Schweden und gleichzeitig um den Titel des Südamerikameisters. Das Turnier wurde vom 8. Januar 1995 bis zum 22. Januar 1995 in Uberlândia (Brasilien) ausgetragen.
| Pl. | Land        | Sp. | S | U | N | Tore    | Diff. | Punkte |
| --- | ----------- | --- | - | - | - | ------- | ----- | ------ |
| 1.  | Brasilien   | 4   | 4 | 0 | 0 | 042:100 | +41   | 12     |
| 2.  | Argentinien | 4   | 3 | 0 | 1 | 018:900 | +9    | 09     |
| 3.  | Chile       | 4   | 1 | 1 | 2 | 014:900 | +5    | 04     |
| 3.  | Ecuador     | 4   | 1 | 1 | 2 | 009:210 | −12   | 04     |
| 3.  | Bolivien    | 4   | 0 | 0 | 4 | 001:440 | −43   | 0      |

| 08.01.95 | Brasilien   | – | Ecuador  | 13:0 |
| 08.01.95 | Chile       | – | Bolivien | 11:0 |
| 10.01.95 | Brasilien   | – | Chile    | 6:1  |
| 10.01.95 | Argentinien | – | Ecuador  | 5:1  |
| 12.01.95 | Argentinien | – | Bolivien | 12:0 |

### Finale
| Datum      |           | Ergebnis |             |
| ---------- | --------- | -------- | ----------- |
| 22.01.1995 | Brasilien | 2:0      | Argentinien |

## Nord- und Mittelamerika /CONCACAF
Die fünf gemeldeten Nationalteams spielten vom 13. August 1994 – 21. August 1994 ein Turnier in Montreal. Die ersten beiden Mannschaften waren für die WM 1995 qualifiziert, gleichzeitig war es auch die kontinentale Meisterschaft der CONCACAF-Staaten.
| Pl. | Land                | Sp. | S | U | N | Tore    | Diff. | Punkte |
| --- | ------------------- | --- | - | - | - | ------- | ----- | ------ |
| 1.  | Vereinigte Staaten  | 4   | 4 | 0 | 0 | 036:100 | +35   | 12     |
| 2.  | Kanada              | 4   | 3 | 0 | 1 | 018:600 | +12   | 09     |
| 3.  | Mexiko              | 4   | 1 | 1 | 2 | 006:190 | −13   | 04     |
| 4.  | Trinidad und Tobago | 4   | 1 | 1 | 2 | 006:200 | −14   | 04     |
| 5.  | Jamaika             | 4   | 0 | 0 | 4 | 002:220 | −20   | 0      |

| 13.08.94 | Kanada   | – | Jamaika | 7:0 |
| 13.08.94 | USA      | – | Mexiko  | 9:0 |
| 15.08.94 | Trinidad | – | Jamaika | 2:1 |
| 15.08.94 | Kanada   | – | Mexiko  | 6:0 |
| 17.08.94 | Mexiko   | – | Jamaika | 3:1 |

## Asiatische Zone/AFC
Das Frauen-Turnier der Asienspiele im japanischen Hiroshima diente gleichzeitig als WM-Qualifikation der Asienzone. Es fand vom 3. Oktober bis zum 12. Oktober 1994 statt. Die ersten beiden Nationen qualifizierten sich für die WM 1995.
| Pl. | Land                | Sp. | S | U | N | Tore    | Diff. | Punkte |
| --- | ------------------- | --- | - | - | - | ------- | ----- | ------ |
| 1.  | Japan               | 3   | 2 | 1 | 0 | 009:100 | +8    | 07     |
| 2.  | Volksrepublik China | 3   | 2 | 1 | 0 | 008:100 | +7    | 07     |
| 3.  | Chinesisch Taipeh   | 3   | 1 | 0 | 2 | 002:800 | −6    | 03     |
| 4.  | Südkorea            | 3   | 0 | 0 | 3 | 000:900 | −9    | 0      |

| Japan | – | China    | 1:1 |
| Japan | – | Taiwan   | 3:0 |
| Japan | – | Südkorea | 5:0 |

## Afrikanische Zone/CAF
Acht afrikanische Mannschaften ermittelten in drei K.-o.-Runden den Afrikameister und zugleich Vertreter Afrikas bei der Frauen-WM 1995. Mit Kamerun und Guinea zogen insgesamt zwei der acht Nationen ihre Teilnahme im Laufe des Turniers zurück.
1. Runde
|              | Ergebnis |              |
| ------------ | -------- | ------------ |
| Nigeria      | 9:0      | Sierra Leone |
| Sierra Leone | 0:2      | Nigeria      |
| Nigeria      | 11:00    | Sierra Leone |

|           | Ergebnis |           |
| --------- | -------- | --------- |
| Südafrika | 5:3      | Sambia    |
| Sambia    | 2:6      | Südafrika |
| Südafrika | 11:50    | Sambia    |

|        | Ergebnis |                       |
| ------ | -------- | --------------------- |
| Angola |          | Kamerun zurückgezogen |
| Ghana  |          | Guinea zurückgezogen  |

2. Runde
|         | Ergebnis |         |
| ------- | -------- | ------- |
| Ghana   | 0:3      | Nigeria |
| Nigeria | 2:0      | Ghana   |
| Ghana   | 0:5      | Nigeria |

|           | Ergebnis |           |
| --------- | -------- | --------- |
| Südafrika | 3:1      | Angola    |
| Angola    | 3:3      | Südafrika |
| Südafrika | 6:4      | Angola    |

Finale
|           | Ergebnis |           |
| --------- | -------- | --------- |
| Nigeria   | 4:1      | Südafrika |
| Südafrika | 1:7      | Nigeria   |
| Nigeria   | 11:20    | Südafrika |

## Ozeanische Zone/OFC
Drei ozeanische Mannschaften ermittelten zwischen dem 14. und 20. Oktober 1994 in einem Turnier in Papua-Neuguinea den Ozeanienmeister und zugleich den Vertreter Ozeaniens bei der WM 1995 in Schweden.
| Pl. | Land            | Sp. | S | U | N | Tore    | Diff. | Punkte |
| --- | --------------- | --- | - | - | - | ------- | ----- | ------ |
| 1.  | Australien      | 3   | 2 | 0 | 1 | 013:200 | +11   | 06     |
| 2.  | Neuseeland      | 3   | 2 | 0 | 1 | 010:200 | +8    | 06     |
| 3.  | Papua-Neuguinea | 3   | 0 | 0 | 3 | 000:190 | −19   | 0      |

| 14.10.94 | Neuseeland | – | Australien      | 2:1 |
| 15.10.94 | Neuseeland | – | Papua-Neuguinea | 2:0 |
| 16.10.94 | Australien | – | Papua-Neuguinea | 7:0 |